# フランソワ・シューベルト
フランツ・アントン・シューベルト（Franz Anton Schubert、1808年7月22日 - 1878年4月12日）は、ドイツの作曲家。

## 生涯
ドレスデン生まれ。フランスで活躍したためフランソワ・シューベルト（François Schubert）とも呼ばれ、また名字もフランス語風にフランソワ・シュベールと発音される。フランツ・アントン・シューベルトの息子。オーストリアの作曲家フランツ・シューベルトは同姓同名の別人。
アントニオ・ローラに音楽を学んだあと、シャルル・フィリップ・ラフォンにヴァイオリンを学ぶ。1823年から1873年までシュターツカペレ・ドレスデンの楽器演奏者をした。
現在では、1856年に出版されたヴァイオリンとピアノのための作品集『12のバガテル 作品13』の中の1曲である『みつ蜂（L'Abeille）』がしばしば演奏され、この作品によってのみ後世に名を残している。
有名な方のフランツ・シューベルトの作品がフランソワ・シューベルトと印刷されて出版されている歴史的楽譜もあるため、注意を要する。

## 有名な作品
- ヴァイオリン独奏のための9つの練習曲Op. 3
- ヴァイオリンとピアノのためのオペラ・レストック・ドーベールのモチーフの転換 ニ長調 Op. 4 (1836)
- ノルマのスーベニール、ヴァイオリンとピアノのための変奏曲 ト長調 Op. 5 (1837)
- ヴァイオリンとピアノのための2つの夜想曲Op. 7 (1844)
  1. 愛の秘密ロ長調
  2. ラ・セレナードロ長調
- リヒャルト・ワーグナーによるヴァイオリンとピアノのための二重奏曲「リエンツィのオペラのモチーフ」Op. 8 (1845)
- アルペンローゼン、独奏曲「ユーバー・チロラー国立歌曲」ホ長調（ヴァイオリンとピアノのため）（1853年）
- ラ・ナポリターナ、ヴァイオリンとピアノ（または弦楽四重奏）のためのイ短調ナポリタンの独奏曲、Op. 12 (1853)
- 12のバガテル、Op. 13 (1856 ～ 1862 年出版)
  1. 即興曲(1856)
  2. カンタービレ(1856)
  3. アレグレット・グラツィオーソ イ長調(1856)
  4. アレグレット・アジタートニ短調 (1857)
  5. アンダンティーノイ長調(1857)
  6. ロマンツァ・エスプレッシーヴァ(1857)
  7. ル・パピヨン(1859)
  8. ル・デジールト長調(1859)
  9. ラベイユ(みつ蜂、Die Biene) ホ短調 (1860)
  10. チロリアンホ長調 (1862)
  11. チャント原告(1862)
  12. バルカロールト短調 (1862)
- レヴェリー、ヴァイオリンとピアノのためのモルソー・ド・サロン ト長調 Op. 14

## 私生活
ホルン奏者で作曲家のゲオルグ・アブラハム・シュナイダーの娘で歌手・女優のマシンカ・シューベルト（Maschinka Schubert、1815年～1882年）と結婚した。夫妻の間にはオペラ歌手・作曲家の娘ジョージナ・シューベルトが生まれた。

## 参考資料
- Robert Eitner (1891). "Schubert, Franz". Allgemeine Deutsche Biographie (ドイツ語). Vol. 32. Leipzig: Duncker & Humblot. p. 628.
- Template:MGG2